# اسکروج: سرود کریسمس
اسکروج: سرود کریسمس (انگلیسی: Scrooge: A Christmas Carol) یک فیلم پویانمایی رایانه‌ای در ژانر کمدی-فانتزی موزیکال محصول ۲۰۲۲ به کارگردانی استیون دانلی بر اساس فیلمنامه‌ای از دانلی و لسلی بریکوس است که از فیلم اسکروج در سال ۱۹۷۰ اقتباس شده است (که بریکوس فیلمنامه و آهنگسازی آن را برعهده داشته است)، که به نوبه خود بر اساس رمان سرود کریسمس نوشته چارلز دیکنز است. این فیلم توسط تایم‌لِز فیلمز تهیه شده است، که صداپیشگان آن می‌توان به لوک ایوانز، الیویا کلمن، جسی باکلی، جاناتان پرایس، جانی فلین، جیمز کازمو و ترور دیون نیکلاس را به عهده دارد. در ۱۸ نوامبر ۲۰۲۲ در سینماهای منتخب اکران شد و در ۲ دسامبر همان سال در نتفلیکس پخش شد. این فیلم به لسلی بریکوس اختصاص دارد که یک سال قبل از اکران فیلم درگذشت. این فیلم نقدهای متفاوتی از سوی منتقدان دریافت کرد.

## داستان
در شب کریسمس در سال ۱۸۴۳، مردی شاد به نام هری هافمن در مورد عشق خود به تعطیلات (من عاشق کریسمس هستم) آواز می‌خواند. او با دایی سالخورده‌اش ابنزر اسکروج و سگش پرودنس روبرو می‌شود، اما اسکروج آنقدر از او فرار می‌کند تا پولی به موسسه خیریه ندهد و بر بدهی مالک اسباب بازی فروشی محلی تام جنکینز که به سختی می‌تواند هزینه درمان پزشکی برای مادر ضعیفش را بپردازد، اضافه می‌کند. پس از بازگشت به خانه، اسکروج دعوت هری را برای یک مهمانی شام کریسمس رد کرد و با بی‌میلی به کارمندش، باب کراچیت، اجازه می‌دهد روز بعد برای کریسمس تعطیل باشد. باب از اسکروج دستمزد کمتری می‌گیرد و با همسرش اتل و فرزندان زیادشان از جمله تیم کوچک که به شدت بیمار است و به دلیل ناتوانی در تامین مالی نمی‌تواند تحت درمان پزشکی قرار گیرد در فقر زندگی می‌کند. اسکروج و پرودنس به خانه می‌روند در حالی که اسکروج درباره عصبانیت خود از کریسمس آواز می‌خواند (به من بگو).
هنگامی که او به خانه می‌رسد، روح شریک تجاری و دوست سابق خود، جیکوب مارلی، را می‌بیند، که مجبور است زنجیر طولانی و سنگینی را به‌عنوان مجازاتی برای اعمال بدی که در زندگی انجام داده است، دور روحش بکشد. او به اسکروج هشدار می‌دهد که وقتی بمیرد به سرنوشت مشابهی دچار خواهد شد، (که حتی زنجیرش سنگین‌تر و بلندتر خواهد بود) مگر اینکه تغییر کرده و آدم خوبی شود و مارلی ترتیبی داده که سه بازدیدکننده به خانه او بیایند تا به او آموزش دهند که چگونه مزد بهتری شود.
هنگامی که اسکروج می‌خواهد به رخت‌خواب برود، با اولین بازدیدکننده مواجه می‌شود، موجودی مومی‌مانند به نام گذشته که شکلش تغییر می‌کند، که او را پیش از زمان حاضر در زندگی‌اش می‌برد، جایی که مجبور شد در روز کریسمس در کارخانه‌ای کار کند. ابنزر کوچک به‌دلیل حضور پدرش در زندان و ملاقات خواهر کوچکترش جین (که در زایمان جان باخت و هری را به دنیا آورد)، زمانی که او جوان بود و برای یک تاجر خوش قلب به نام آقای فزیویگ کار می‌کرد.

## صداپیشگان
- لوک ایوانز در نقش ابنزر اسکروج، یک پولدار طمع‌کار که از کریسمس متنفر است.
- الیویا کلمن در نقش گذشته، یک موجود در حال تغییر شکل هیجان‌انگیز که از موم شمع با شعله‌ای بالای سرش درست شده است. فرم پیش فرض او، که کلمن صداپیشگی او را بر عهده دارد، بر اساس شکل خواننده‌ای است که اسکروج روی پوستری دیده بود.
- جسی باکلی در نقش ایزابل فزیویگ، نامزد سابق اسکروج و دختر آقای فزیویگ که اکنون با مرد دیگری ازدواج کرده است.
- جاناتان پرایس در نقش جیکوب مارلی، شریک تجاری فوت شده اسکروج که پس از مرگ با کشیدن زنجیرهای زیادی که نشان دهنده تخلفات او در زندگی است، مجازات می‌شود و به اسکروج هشدار می‌دهد که از همان سرنوشت، اما بدتر از آن جلوگیری کند.
- جانی فلین در نقش باب کراچیت، کارمند رنج کشیده اسکروج که فرزندان زیادی دارد.
- جیمز کازمو در نقش آقای فزیویگ، کارفرمای مشتاق سابق اسکروج و پدر ایزابل.
- ترور دیون نیکلاس در نقش حال، موجودی غول‌پیکر و سرگرم کننده که لباس سبز رنگ بزرگی بر تن دارد. جسم او بعداً تبدیل به جسد آینده شد.
- فرا فی در نقش هری هافمن، خواهرزادۀ اسکروج که عاشق کریسمس است. او بر اساس فِرِد از داستان اصلی ساخته شده است.
- گیلز تررا در نقش تام جینکینز، صاحب اسباب‌فروشی که به اسکروج بدهکار است.
- هومر تودیوالا در نقش تامال

- جمیما لوسی نیومن در نقش جِین اسکروج، خواهر مهربان اسکروج که با تولد هری درگذشت.

- ربکا گتیگز در نقش اتل کراچیت، همسر باب که از اسکروج بیزار است.

- روپرت ترنبول در نقش تیم کوچک، پسر بیمار باب و اتل.
  - الیور جنکینز در نقش صدای آواز تیم کوچک.
- دوون پومروی در نقش کتی کراچیت، دختر باب و اتل که دوست دارد سرود کریسمس انجام دهد.
- شینا باتسا در نقش هلا هافمن، همسر هری و خواهرزاده اسکروج.

## موزیک
| شماره      | نام                                   | خواننده (گان)          | مدت   |
| ---------- | ------------------------------------- | ---------------------- | ----- |
| ۱.         | «من عاشق کریسمس هستم»                 | فرا فی                 | ۰۲:۵۹ |
| ۲.         | «کودکانِ کریسمس»                       | جانی فلین              | ۰۳:۲۹ |
| ۳.         | «به من بگو»                           | لوک ایوانز             | ۰۳:۲۶ |
| ۴.         | «آرزوهای کریسمس»                      | جمیما لوسی نیومن       | ۰۲:۱۷ |
| ۵.         | «خوشبختی»                             | لوک ایوانز و جسی باکلی | ۰۳:۴۹ |
| ۶.         | «بعدا هرگز نمی‌آید»                    | لوک ایوانز و جسی باکلی | ۰۴:۲۷ |
| ۷.         | «من زندگی را دوست دارم»               | ترور دون نیکلاس        | ۰۳:۱۴ |
| ۸.         | «روزِ زیبا»                            | الیور جنکینز           | ۰۲:۴۱ |
| ۹.         | «بسیار از شما متشکرم»                 | گیلز تررا              | ۰۳:۵۵ |
| ۱۰.        | «من دوباره شروع خواهم کرد»            | لوک ایوانز             | ۰۳:۴۴ |
| ۱۱.        | «من عاشق کریسمس هستم» (عناوین پایانی) | تروور دیون نیکلاس      | ۰۲:۵۱ |
| مجموع مدت: | مجموع مدت:                            | مجموع مدت:             | ۳۶:۵۲ |

## پخش
این فیلم در ۲ دسامبر ۲۰۲۲ در نتفلیکس اکران شد، پس از اکران محدود سینما در ایالات متحده در ۱۸ نوامبر ۲۰۲۲ نیز اکران شد.

## برخورد
این فیلم دارای امتیاز ۳۸% منتقدان با ۱۶ بررسی در راتن تومیتوز با میانگین امتیاز ۵.۳/۱۰ است.

## همچنین ببینید
- اقتباس‌های سرود کریسمس
- اسکروج (فیلم ۱۹۷۰)
- سرود کریسمس
- چارلز دیکنز